# Power Rangers Wild Force (videojuego)
Power Rangers Wild Force  es un videojuego  basado en la serie televisiva del mismo nombre desarrollado por Natsume y publicado por THQ para la Game Boy Advance en 2002.

## Jugabilidad
Los juegos de jugador cuando uno de seis Rangers. Atrás arriba de Rangers puede ser convocado para poder de ataque adicional durante cada nivel. Las luchas de jugador  hasta que encontrando el jefe final en cada nivel. Después de derrotar el jefe, el jefe crece a medida giganta, y el jugador selecciona un Megazord combinación para luchar el monstruo grande, en una serie de Acontecimientos de tiempo Rápido. El juego está jugado a través de 12 niveles. Las contraseñas están proporcionadas al final de cada nivel, dejando el jugador a resume un nivel concreto por introducir la contraseña correcta. Un Modo de Batalla deja para hasta cuatro jugadores para competir contra cada otro.

## Recepción
El juego recibió "críticas mixtas o promedio" según el agregador de reseñas Metacritic.